# چوب‌خزک برازنده
چوب‌خزک برازنده (نام علمی: Xiphorhynchus elegans) نام یک گونه از تیره مرغان تنورساز است.